# Satelliti naturali di Giove
Giove possiede un elevato numero di satelliti naturali, al 2024 quantificato in 95 che lo rendono il pianeta del sistema solare con il secondo più grande corteo di satelliti con orbite ragionevolmente sicure. I maggiori, i satelliti medicei o galileiani, sono stati scoperti nel 1610 da Galileo Galilei e furono i primi oggetti individuati in orbita a un oggetto che non fosse la Terra o il Sole. Dalla fine del XIX secolo sono state scoperte decine di satelliti di dimensioni minori che hanno ricevuto i nomi di amanti, conquiste o figlie di Zeus (l'equivalente greco di Giove).
Otto dei satelliti di Giove sono definiti satelliti regolari e possiedono orbite prograde, quasi circolari e poco inclinate rispetto al piano equatoriale del pianeta. I satelliti medicei presentano una forma sferoidale e sarebbero considerati dei pianeti nani se orbitassero direttamente attorno al Sole; gli altri quattro satelliti regolari sono invece più modesti e più vicini al pianeta e costituiscono la sorgente delle polveri che vanno a formare il sistema di anelli del pianeta.
I restanti satelliti sono annoverati tra i satelliti irregolari le cui orbite, sia prograde sia retrograde, sono poste a una maggiore distanza dal pianeta madre e presentano alti valori di inclinazione ed eccentricità orbitale. Questi satelliti sono spesso considerati più che altro degli asteroidi, a cui spesso assomigliano per dimensioni e composizione, catturati dalla grande gravità del gigante gassoso; di questi, tredici, scoperti tutti abbastanza recentemente, non hanno ancora un nome, mentre per altri quattordici si attende che la loro orbita sia determinata con precisione.
Il numero preciso di satelliti non sarà mai quantificato esattamente, perché i frammenti ghiacciati che compongono gli anelli di Giove possono tecnicamente essere considerati tali; inoltre, a tutt'oggi, l'Unione Astronomica Internazionale non ha voluto porre con precisione una linea arbitraria di distinzione tra satelliti minori e grandi frammenti ghiacciati.

## Storia delle osservazioni

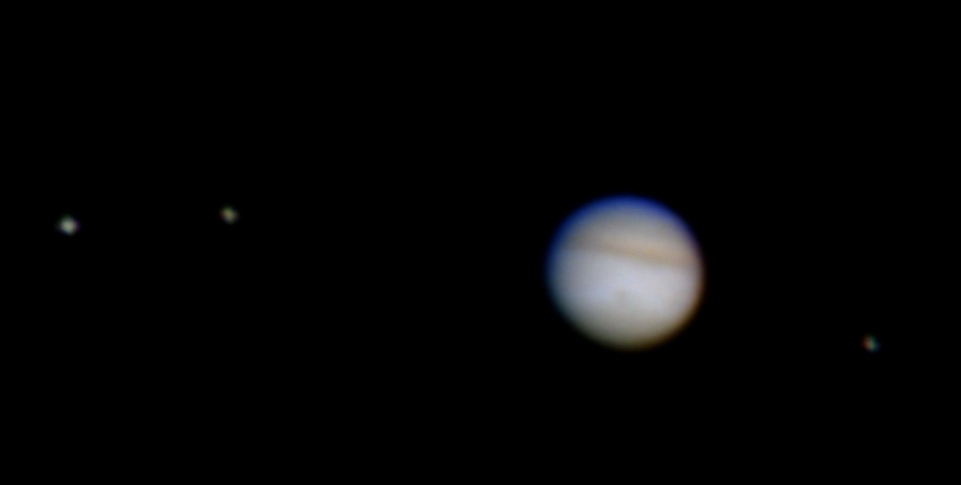
Giove osservato da un telescopio amatoriale. Si notano tre dei quattro satelliti medicei: a destra, Io; a sinistra, Europa (più interno) e Ganimede

Secondo fonti storiche, dei quattro satelliti medicei, Ganimede sarebbe visibile a occhio nudo in condizioni osservative ideali e se l'osservatore fosse dotato di una vista acuta; infatti le sue prime osservazioni potrebbero risalire all'astronomo cinese Gan De, che nel 364 a.C. sarebbe riuscito a vedere il satellite schermando la vista di Giove con un albero o qualcosa di analogo. Anche gli altri tre satelliti sarebbero in teoria visibili a occhio nudo, raggiungendo una magnitudine apparente inferiore alla 6ª, magnitudine che corrisponde al limite di visibilità, se non fossero nascosti dalla luminosità di Giove. Tuttavia considerazioni recenti, mirate a valutare il potere risolutivo dell'occhio nudo, sembrerebbero indicare che la combinazione della ridotta distanza angolare tra Giove e ognuno dei suoi satelliti e della luminosità del pianeta, anche valutando le condizioni in cui questa è minima, renderebbero impossibile per un uomo riuscire a individuare uno dei satelliti.

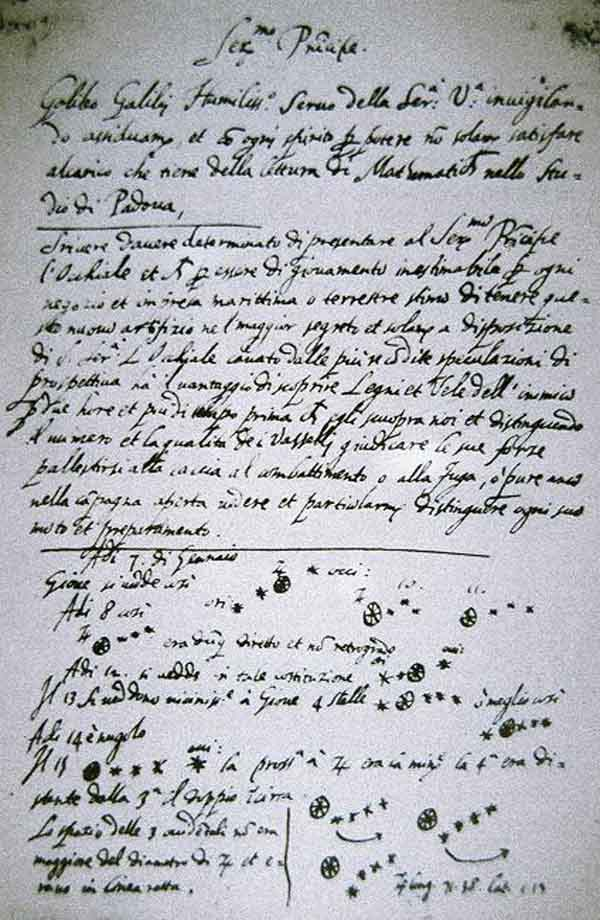
Replica di un carteggio autografo di Galileo sulla scoperta dei satelliti medicei. NASA

Le prime osservazioni registrate dei satelliti di Giove furono quelle che Galileo Galilei compì tra il 1609 e il marzo 1610, osservazioni che gli permisero di individuare i quattro satelliti medicei (Io, Europa, Ganimede e Callisto) con il suo cannocchiale. Non furono scoperti altri satelliti sino a quando Edward Emerson Barnard osservò Amaltea nel 1892. Grazie anche all'aiuto dell'astrofotografia, nel corso del XX secolo si susseguirono rapidamente numerose scoperte. Imalia fu scoperta nel 1904, Elara nel 1905, Pasifae nel 1908, Sinope nel 1914, Lisitea e Carme nel 1938, Ananke nel 1951, e Leda nel 1974. Sino al 1979, quando le sonde Voyager raggiunsero il sistema di Giove, il numero di satelliti del gigante gassoso si era stabilito sulle 13 unità; nel 1975 fu scoperto un quattordicesimo satellite, che venne chiamato Temisto, ma a causa della quantità di dati disponibili ancora insufficiente i suoi parametri orbitali non poterono essere ricavati e la sua scoperta non venne ufficializzata sino al 2000. Le missioni Voyager permisero di scoprire altri tre satelliti, posti internamente rispetto ai satelliti galileiani e strettamente correlati col sistema di anelli del pianeta: Metis, Adrastea e Tebe. Fino al 1999 si riteneva così che il sistema di Giove fosse composto da soli 16 satelliti.
Per due decenni non furono scoperti altri satelliti, ma tra l'ottobre 1999 e il febbraio 2003 i ricercatori, mediante strumentazioni molto sensibili, riuscirono a individuare dalla Terra altri 32 satelliti; si trattava per lo più di oggetti di dimensioni in genere non superiori a 10 km, posti in orbite molto ampie, eccentriche e generalmente retrograde. Si ritiene che tutti questi piccoli satelliti siano in realtà dei corpi di origine asteroidale o addirittura cometaria, probabilmente anche frammenti di corpi originariamente ben più grandi, catturati dall'immane gravità del pianeta. In seguito sono stati scoperti, ma non ancora confermati, altri 18 satelliti e successivamente ulteriori due che hanno portato a 69 il numero dei satelliti osservati; non si esclude però l'esistenza di altri satelliti ancora inosservati in orbita attorno al pianeta.

## Formazione ed evoluzione

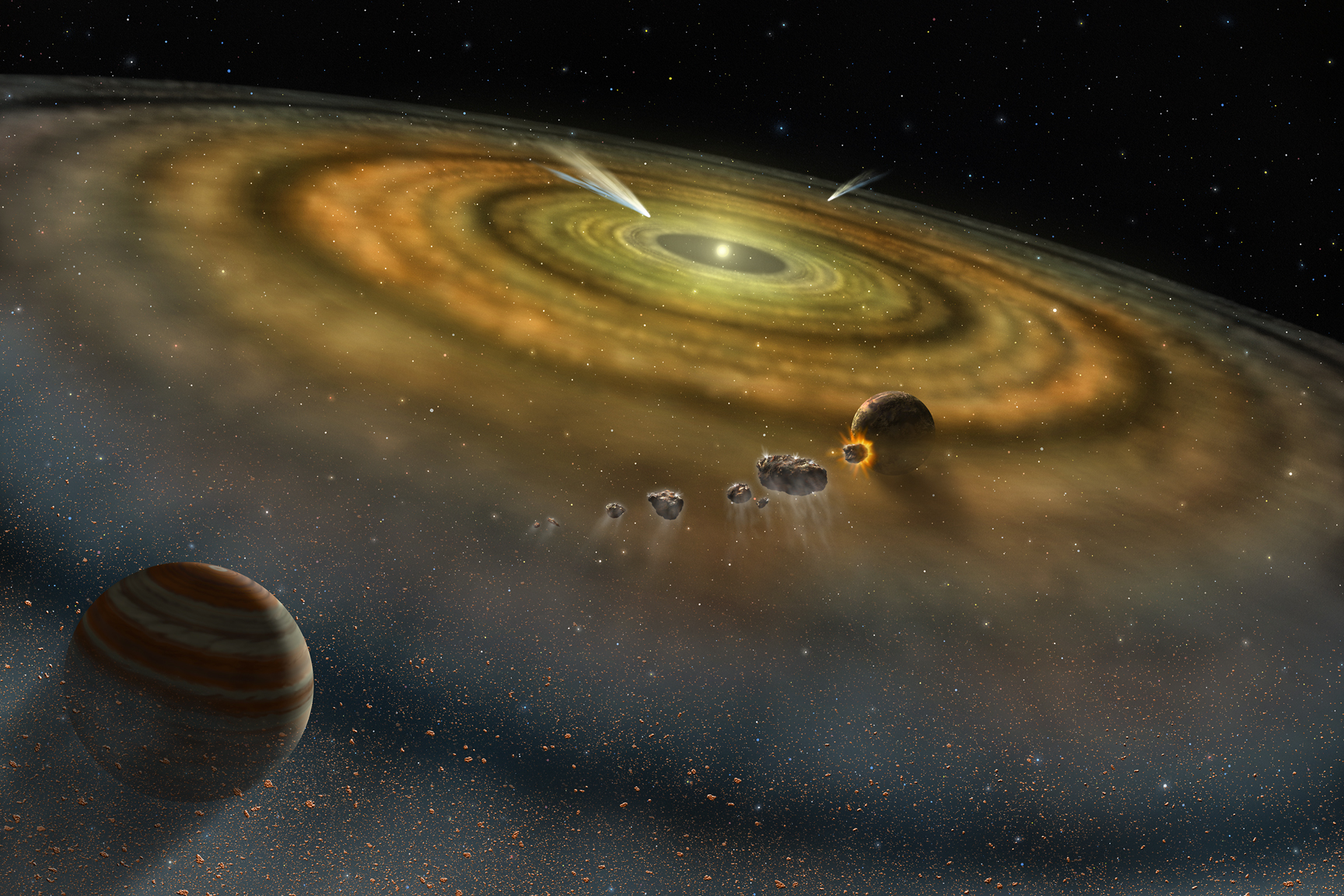
Rappresentazione artistica del disco di gas e polveri che circonda un sistema planetario in formazione

I satelliti regolari costituirebbero i resti di un'antica popolazione di satelliti di massa simile ai satelliti galileiani, satelliti che si sarebbero formati a partire dalla coalescenza delle polveri all'interno un disco circumplanetario (detto disco protolunare), analogo ai dischi protoplanetari che circondano le stelle neoformate.
Si ritiene che possano essere esistite, nella storia primordiale del pianeta, diverse generazioni di satelliti di massa paragonabile a quella dei medicei, ciascuna delle quali sarebbe poi precipitata verso il pianeta a causa degli urti nella cintura circumplanetaria, mentre nuovi satelliti si sarebbero formati dalle polveri catturate dal pianeta in formazione; si ritiene che l'attuale generazione satellitare sia presumibilmente la quinta. Essa si sarebbe formata a una distanza maggiore rispetto a quella che attualmente possiedono e poi i satelliti sarebbero precipitati verso orbite più interne, acquisendo ulteriore materiale dal disco in fase di assottigliamento e stabilendosi in una risonanza orbitale che attualmente mantiene stabili Io, Europa e Ganimede; la maggior massa di quest'ultimo sta presumibilmente a indicare che il satellite sia migrato con una velocità superiore rispetto a Io ed Europa.
I satelliti più esterni, irregolari, si sarebbero formati dalla cattura di asteroidi di passaggio; buona parte di questi corpi si sono fratturati a seguito di stress durante la cattura o a causa di collisioni con altri oggetti più piccoli, producendo le famiglie satellitari oggi visibili.

## Caratteristiche

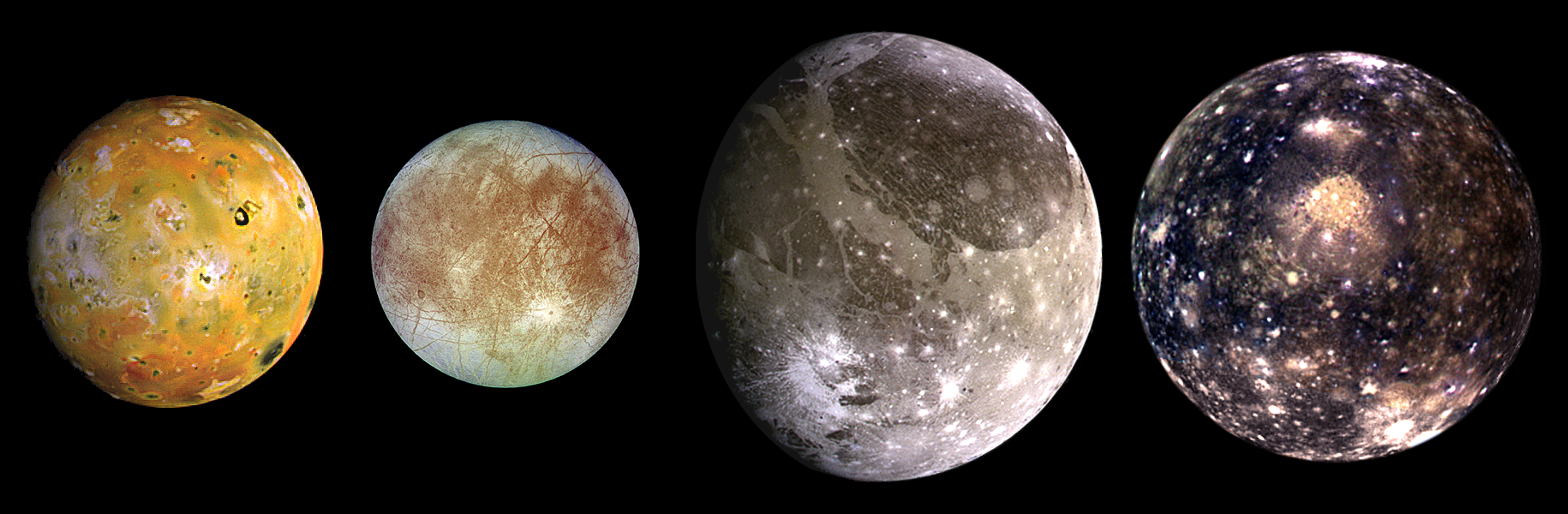
I satelliti medicei; da sinistra a destra, in ordine di distanza crescente da Giove: Io, Europa, Ganimede e Callisto

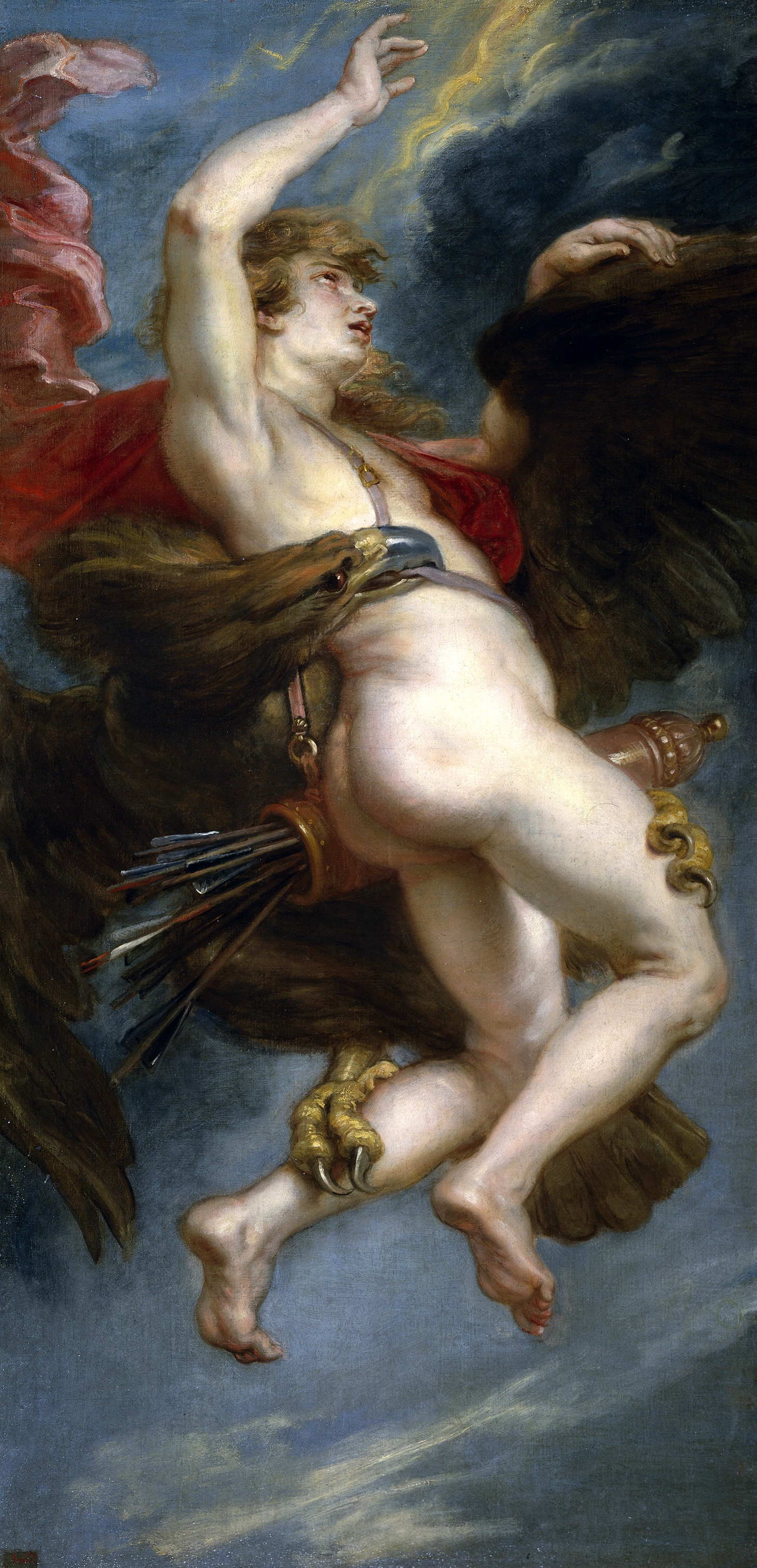
Pieter Paul Rubens, Il ratto di Ganimede (1636-1638). Museo del Prado, Madrid

I parametri fisici e orbitali dei satelliti variano in maniera molto estesa. I quattro satelliti medicei possiedono un diametro superiore ai 3 000 km; Ganimede, con i suoi 5 262,4 km di diametro, oltre a essere il più grande dei satelliti di Giove, è il più grande dei satelliti del sistema solare e il più grande oggetto del sistema solare escludendo il Sole e sette pianeti: Mercurio, pur essendo più massiccio, ha un diametro inferiore a quello di Ganimede.
I restanti satelliti hanno dimensioni inferiori a 250 km con una soglia d'incertezza di 5 km. La loro massa è talmente bassa che persino Europa, il meno massiccio dei satelliti medicei, è migliaia di volte più massiccio di tutti i satelliti non galileiani messi insieme. La traiettoria orbitale varia da quasi perfettamente circolare sino a traiettorie altamente eccentriche e inclinate; inoltre la direzione del moto orbitale di gran parte di essi è retrograda rispetto al senso di rotazione di Giove. I periodi orbitali sono allo stesso modo molto variabili, spaziando tra sette ore e tre anni terrestri.

## Nomenclatura
I satelliti di Giove devono il loro nome a personaggi della mitologia greca legati a Zeus, padre e re degli dei secondo la religione greca, che equivale al romano Giove da cui prende il nome il pianeta.
I satelliti medicei devono i loro nomi a Simon Marius che nel 1610, poco dopo la loro scoperta, li nominò a partire dai nomi di alcuni amanti di Zeus; i loro nomi sono divenuti poi popolari nel corso del XX secolo, grazie anche al grande sviluppo della fantascienza che si servì di questi mondi alieni per ambientare numerose storie. Tuttavia in letteratura scientifica si preferì adottare una diversa nomenclatura, sia riferendosi a essi in base alla distanza con il numerale ordinale corrispondente (primo satellite di Giove, ecc.), sia utilizzando una nomenclatura basata sul nome del pianeta madre (in questo caso "Giove") seguita da un numero romano, assegnato in base alla scoperta del satellite: così Io è "Giove I", Europa è "Giove II" e così via; quest'ultimo sistema di nomenclatura è stato utilizzato anche per i satelliti scoperti sino agli anni settanta, privi ancora di una nomenclatura ufficialmente accettata dalla comunità scientifica.
Nel 1975 l'Unione Astronomica Internazionale costituì una task force, il Task Group for Outer Solar System Nomenclature, con il compito di assegnare dei nomi ai satelliti da V a XIII, e di sviluppare un nuovo sistema di nomenclatura da adottare per eventuali satelliti di nuova individuazione. Seguendo la strada già tracciata da Simon Marius, si assunse la consuetudine di assegnare ai satelliti, con l'eccezione di Amaltea, i nomi di amanti e dal 2004 di discendenti del dio; tutti i satelliti a partire dal XXXIV (Euporia) prendono il nome dalle figlie di Zeus.
Molti asteroidi hanno nomi simili o identici ad alcuni satelliti di Giove: si tratta di 9 Metis, 24 Themis, 38 Leda, 52 Europa, 85 Io, 113 Amalthea, 204 Kallisto, 239 Adrastea e 1036 Ganymed. In questi casi la presenza del numero aiuta a capire che si tratta di un asteroide e non di un satellite naturale di Giove.

## Classificazione dei satelliti
Benché la distinzione non sia rigorosamente definita, i satelliti di Giove possono essere classificati come segue.

### Satelliti regolari
I satelliti regolari hanno orbite prograde e quasi circolari con una bassa inclinazione e sono divisi in due gruppi. È suddivisa in due gruppi:

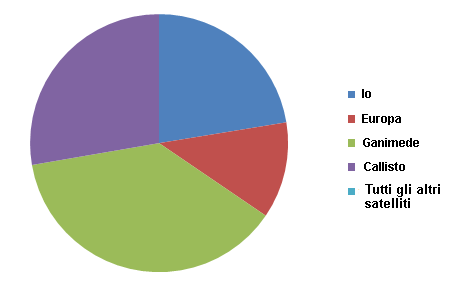
Grafico che mostra le masse relative dei satelliti di Giove. I satelliti medicei costituiscono la quasi totalità della massa dei satelliti del pianeta, mentre la massa del resto dei satelliti è talmente piccola da risultare invisibile a questa scala

- Satelliti interni (gruppo di Amaltea) che orbitano molto vicini a Giove; di essi fanno parte, in ordine di distanza dal pianeta: Metis, Adrastea, Amaltea e Tebe. I due più interni compiono la loro orbita in meno di un giorno gioviano (<10 h), mentre gli ultimi due sono rispettivamente il quinto e il settimo satellite più grande del sistema. Le osservazioni inducono a ritenere che Amaltea, il membro più grande del gruppo, non si sia formato in corrispondenza della sua attuale orbita, ma molto più lontano da pianeta, o che costituisca un corpo formatosi indipendentemente e in seguito catturato dall'attrazione gravitazionale di Giove. Questi satelliti, assieme a numerosi altri corpi più piccoli ancora da individuare, alimentano e stabilizzano il sistema di anelli del pianeta: Metis e Adrastea contribuiscono a mantenere l'anello principale, mentre Amaltea e Tebe mantengono gli anelli Gossamer.

- Gruppo principale (satelliti medicei o galileiani) che è costituito dai quattro satelliti più massicci del sistema: Ganimede, Callisto, Io ed Europa. Con dimensioni superiori a quelle di qualunque altro pianeta nano, i satelliti medicei costituiscono, se si escludono i pianeti e il Sole, alcuni dei corpi più grandi del sistema solare. Rispettivamente il primo, il terzo, il quarto e il sesto dei satelliti naturali più grandi dal punto di vista delle dimensioni, essi contengono quasi il 99,999% della massa totale in orbita attorno al pianeta. Inoltre Io, Europa e Ganimede sono tra loro in risonanza orbitale, rispettivamente 1:2:4. I modelli suggeriscono che i satelliti medicei si siano formati dal lento accrescimento della materia presente nel disco cicumplanetario di Giove, accrescimento che è durato per un tempo dell'ordine di decine di milioni di anni, come nel caso di Callisto.

### Satelliti irregolari

Le orbite dei satelliti esterni; da notare la grande varietà di inclinazioni assunte

Schema che mostra le orbite dei satelliti irregolari, e come questi sono riuniti in gruppi; l'asse delle ascisse rappresenta il semiasse maggiore delle orbite (in milioni di km), l'asse delle ordinate l'inclinazione orbitale e le linee gialle l'eccentricità orbitale. Le dimensioni relative sono indicate dalle circonferenze

I satelliti irregolari sono sostanzialmente degli oggetti più piccoli, più distanti e con orbite più eccentriche rispetto ai satelliti regolari. Essi costituiscono delle famiglie, o gruppi, le cui componenti condividono valori affini nei parametri orbitali (semiasse maggiore, inclinazione, eccentricità) e nella composizione; si ritiene che si tratti, almeno in parte, di famiglie collisionali che si sono originate dalla frammentazione di un corpo originario più grande a seguito dell'impatto con asteroidi catturati dal campo gravitazionale di Giove. Le famiglie sono denominate a partire dall'oggetto più grande che ne fa parte. L'identificazione delle famiglie satellitari è sperimentale; si riconoscono due principali categorie, che differiscono per il senso in cui orbita il satellite: i satelliti progradi, che orbitano nello stesso senso di rotazione di Giove, e quelli retrogradi, che orbitano in senso opposto; queste due categorie a loro volta assommano le diverse famiglie.
- Satelliti progradi:

- Temisto è il più interno dei satelliti irregolari e non fa parte di nessuna famiglia conosciuta.

- Il gruppo di Imalia, le cui componenti si estendono sino a circa 1,4 milioni di km dal pianeta, hanno mediamente un'inclinazione di 27,5 ± 0,8° ed eccentricità comprese tra 0,11 e 0,25. Si ipotizza che la famiglia si sia formata dalla frattura di un asteroide originario della fascia principale.

- Carpo è il più esterno dei satelliti progradi ed insieme a S/2018 J 4 fa parte del omonimo gruppo.

- I satelliti retrogradi deriverebbero da asteroidi che furono catturati dalle regioni più esterne del disco circumplanetario che circondava Giove mentre il sistema solare era ancora in formazione e furono in seguito frammentati a seguito di impatti. La loro distanza da Giove è tale che li rende soggetti ai disturbi del campo gravitazionale del Sole.

- Il gruppo di Carme, le cui componenti hanno semiassi maggiori non superiori a 1,2 milioni di km, inclinazioni medie di 165,7 ± 0,8° ed eccentricità comprese tra 0,23 e 0,27. Solo S/2003 J 10 si discosta parzialmente da questi parametri, per via dell'elevata eccentricità della sua orbita.
Le lune di questa famiglia sono molto omogenee per quanto riguarda il colore, tendente al rossastro, e si ritiene che si siano originate da un ancestrale asteroide di tipo D, probabilmente uno dei troiani di Giove. S/2003 J 12 è il più esterno di questa classe.

- Il gruppo di Ananke, le cui componenti si estendono fino a 2,4 milioni di km, hanno inclinazioni comprese tra 145,7° e 154,8° ed eccentricità tra 0,02 e 0,28. La maggior parte dei membri del gruppo appaiono grigi e si ritiene che costituiscano i frammenti di un originario asteroide catturato da Giove. Solo gli otto membri principali (S/2003 J 16, Mneme, Euante, Ortosia, Arpalice, Prassidice, Tione, Telsinoe, Ananke e Giocasta) rispettano tutti i parametri, mentre i rimanenti otto corpi se ne discostano in parte.

- Il gruppo di Pasifae appare piuttosto sparpagliato, con un'estensione media di 1,3 milioni di km, inclinazioni comprese tra 144,5° e 158,3° ed eccentricità tra 0,25 e 0,43. Anche i colori dei membri variano significativamente, dal rosso al grigio, il che sarebbe il risultato di multiple collisioni tra asteroidi di differenti classi. Sinope, talvolta inclusa nel gruppo di Pasifae, è rosso e, data la sua marcata differenza in inclinazione rispetto agli altri membri della famiglia, si ritiene che sia stato catturato indipendentemente; Pasifae e Sinope sono inoltre vincolati in una risonanza secolare con Giove.
Data la sua evidente dispersione, potrebbe trattarsi di un antico gruppo di satelliti in fase di progressiva disgregazione, oppure di un semplice raggruppamento di corpi privi di un'origine comune.

## Prospetto
Segue un prospetto (parziale) con i dati dei satelliti di Giove conosciuti, ordinati per periodo di rivoluzione intorno al pianeta. Sono evidenziati in azzurro e in grassetto i satelliti abbastanza massicci da possedere una forma sferoidale (ovvero i satelliti galileiani), in grigio chiaro i satelliti irregolari progradi e in grigio scuro i satelliti irregolari retrogradi.
| Nome          | Nome        | Diametro medio (km) | Massa (kg) | Semiasse maggiore (km) | Periodo orbitale | Inclinazione (°) | Eccentricità | Scoperta | Scopritore                      | Gruppo            |
| ------------- | ----------- | ------------------- | ---------- | ---------------------- | ---------------- | ---------------- | ------------ | -------- | ------------------------------- | ----------------- |
| Giove XVI     | Metis       | 60×40×34            | ~3,6×1016  | 127 690                | 7h 4m 29s        | 0,06             | 0,00002      | 1979     | Synnott (Voyager 1)             | Gruppo di Amaltea |
| Giove XV      | Adrastea    | 26×20×16            | ~2×1015    | 128 694                | 7h 9m 30s        | 0,03             | 0,0015       | 1979     | Jewitt (Voyager 2)              | Gruppo di Amaltea |
| Giove V       | Amaltea     | 250×146×128         | 2,08×1018  | 181 366                | 11h 57m 23s      | 0,374            | 0,0032       | 1892     | Barnard                         | Gruppo di Amaltea |
| Giove XIV     | Tebe        | 116×98×84           | ~4,3×1017  | 221 889                | 16h 11m 17s      | 1,076            | 0,0175       | 1979     | Synnott (Voyager 1)             | Gruppo di Amaltea |
| Giove I       | Io          | 3 642,6             | 8,9×1022   | 421 700                | 1,769138 giorni  | 0,050            | 0,0041       | 1610     | Galileo                         | Satelliti medicei |
| Giove II      | Europa      | 3 121,6             | 4,8×1022   | 671 034                | 3,551181 giorni  | 0,471            | 0,0094       | 1610     | Galileo                         | Satelliti medicei |
| Giove III     | Ganimede    | 5 262,4             | 1,5×1023   | 1 070 412              | 7,154553 giorni  | 0,204            | 0,0011       | 1610     | Galileo                         | Satelliti medicei |
| Giove IV      | Callisto    | 4 820,6             | 1,1×1023   | 1 882 709              | 16,689018 giorni | 0,205            | 0,0074       | 1610     | Galileo                         | Satelliti medicei |
| Giove XVIII   | Temisto     | 8                   | 6,9×1014   | 7 393 216              | 129,8276 giorni  | 45,762           | 0,2115       | 1975     | Kowal & Roemer/ Sheppard et al. | ?                 |
| Giove XIII    | Leda        | 16                  | 5,8×1015   | 11 094 000             | 238,72 giorni    | 27,562           | 0,1673       | 1974     | Kowal                           | Gruppo di Imalia  |
| Giove VI      | Imalia      | 170                 | 6,7×1018   | 11 451 971             | 250,37 giorni    | 27,496           | 0,1623       | 1904     | Perrine                         | Gruppo di Imalia  |
| Giove LXXI    | Ersa        | 2                   | 1,5×1013   | 11 453 004             | 250,40 giorni    | 30,606           | 0,0944       | 2018     | Sheppard et al.                 | Gruppo di Imalia  |
| S/2018 J 2    | S/2018 J 2  | 3                   |            | 11 490 000             | 252 giorni       | 29,40            | 0,118        | 2018     | Sheppard et al.                 | Gruppo di Imalia  |
| Giove LXV     | Pandia      | 2                   | 1,5×1013   | 11 494 801             | 251,77 giorni    | 28,155           | 0,1800       | 2018     | Sheppard et al.                 | Gruppo di Imalia  |
| Giove VII     | Elara       | 86                  | 8,7×1017   | 11 778 034             | 261,14 giorni    | 29,691           | 0,1948       | 1905     | Perrine                         | Gruppo di Imalia  |
| Giove X       | Lisitea     | 36                  | 6,3×1016   | 11 740 560             | 259,89 giorni    | 27,006           | 0,1322       | 1938     | Nicholson                       | Gruppo di Imalia  |
| S/2011 J 3    | S/2011 J 3  | 3                   |            | 11 829 000             | 263 giorni       | 28,66            | 0,176        | 2011     | Sheppard et al.                 | Gruppo di Imalia  |
| Giove LIII    | Dia         | 4                   | 9×1013     | 12 570 424             | 287,9310 giorni  | 27,584           | 0,2058       | 2000     | Sheppard et al.                 | Gruppo di Imalia  |
| S/2018 J 4    | S/2018 J 4  | 2                   |            | 16 548 600             | 293 giorni       | 53,02            | 0,057        | 2018     | Sheppard et al.                 | Gruppo di Carpo   |
| Giove XLVI    | Carpo       | 3                   | 4,5×1013   | 17 144 873             | 1,2556 anni      | 56,001           | 0,2735       | 2003     | Sheppard et al.                 | Gruppo di Carpo   |
| Giove LXII    | Valetudo    | 1                   | 1,5×1012   | 18 928 095             | 1,4565 anni      | 34,014           | 0,2219       | 2016     | Sheppard et al.                 | ?                 |
| S/2003 J 12   | S/2003 J 12 | 1                   | 1,5×1012   | 17 739 539             | 1,3215 anni      | 142,680          | 0,4449       | 2003     | Sheppard et al.                 | Gruppo di Ananke  |
| Giove XXXIV   | Euporia     | 2                   | 1,5×1013   | 19 088 434             | 1,4751 anni      | 144,694          | 0,0960       | 2002     | Sheppard et al.                 | Gruppo di Ananke  |
| Giove LX      | Eufeme      | 2                   | 1,5×1013   | 19 621 780             | 1,5374 anni      | 146,363          | 0,2507       | 2003     | Sheppard et al.                 | Gruppo di Ananke  |
| Giove LV      | S/2003 J 18 | 2                   | 1,5×1013   | 19 812 577             | 1,5598 anni      | 147,401          | 0,1569       | 2003     | Gladman et al.                  | Gruppo di Ananke  |
| Giove LII     | S/2010 J 2  | 1                   | 1,5×1012   | 20 307 150             | 1,6121 anni      | 150,4            | 0,307        | 2010     | Veillet                         | Gruppo di Ananke  |
| Giove XLII    | Telsinoe    | 2                   | 1,5×1013   | 20 453 755             | 1,6362 anni      | 151,292          | 0,2684       | 2003     | Sheppard et al.                 | Gruppo di Ananke  |
| Giove XXXIII  | Euante      | 3                   | 4,5×1013   | 20 464 854             | 1,6375 anni      | 148,910          | 0,2001       | 2002     | Sheppard et al.                 | Gruppo di Ananke  |
| Giove XLV     | Elice       | 4                   | 9×1013     | 20 540 266             | 1,6465 anni      | 154,586          | 0,1374       | 2003     | Sheppard et al.                 | Gruppo di Ananke  |
| Giove XXXV    | Ortosia     | 2                   | 1,5×1013   | 20 567 971             | 1,6499 anni      | 142,366          | 0,2433       | 2002     | Sheppard et al.                 | Gruppo di Ananke  |
| Giove LXVIII  | S/2017 J 7  | 2                   | 9×1013     | 20 571 600             | 1,651 anni       | 143,439          | 0,2147       | 2017     | Sheppard et al.                 | Gruppo di Ananke  |
| Giove LIV     | S/2016 J 1  | 1                   | 0,9×1013   | 20 595 000             | 1,6542 anni      | 139,836          | 0,1405       | 2016     | Sheppard et al.                 | Gruppo di Ananke  |
| Giove XXIV    | Giocasta    | 5                   | 1,9×1014   | 20 722 566             | 1,6685 anni      | 147,248          | 0,2874       | 2001     | Sheppard et al.                 | Gruppo di Ananke  |
| Giove LXIV    | S/2017 J 3  | 2                   | 1,5×1013   | 20 639 315             | 1,6585 anni      | 147,915          | 0,1477       | 2017     | Sheppard et al.                 | Gruppo di Ananke  |
| S/2021 J 1    | S/2021 J 1  | 1                   |            | 20 723 000             | 1,6613 anni      | 149,8            | 0,246        | 2021     | Sheppard et al.                 | Gruppo di Ananke  |
| S/2003 J 16   | S/2003 J 16 | 2                   | 1,5×1013   | 20 743 779             | 1,6711 anni      | 150,769          | 0,3184       | 2003     | Gladman et al.                  | Gruppo di Ananke  |
| S/2003 J 2    | S/2003 J 2  | 2                   | 1,5×1013   | 20 610 000             | 1,6501 anni      | 149,2            | 0,278        | 2003     | Sheppard et al.                 | Gruppo di Ananke  |
| Giove XXVII   | Prassidice  | 7                   | 4,3×1014   | 20 823 948             | 1,6808 anni      | 144,205          | 0,1840       | 2001     | Sheppard et al.                 | Gruppo di Ananke  |
| S/2021 J 2    | S/2021 J 2  | 1                   |            | 21 197 500             | 1,72 anni        | 150,1            | 0,341        | 2021     | Sheppard et al.                 | Gruppo di Ananke  |
| Giove XXII    | Arpalice    | 4                   | 1,2×1014   | 21 063 814             | 1,7099 anni      | 147,223          | 0,2440       | 2001     | Sheppard et al.                 | Gruppo di Ananke  |
| Giove XL      | Mneme       | 2                   | 1,5×1013   | 21 129 786             | 1,7543 anni      | 149,732          | 0,3169       | 2003     | Gladman et al.                  | Gruppo di Ananke  |
| Giove XXX     | Ermippe     | 4                   | 9×1013     | 21 182 086             | 1,7243 anni      | 151,242          | 0,2290       | 2002     | Sheppard et al.                 | Gruppo di Ananke  |
| Giove XXIX    | Tione       | 4                   | 9×1013     | 21 405 570             | 1,7517 anni      | 147,276          | 0,2525       | 2002     | Sheppard et al.                 | Gruppo di Ananke  |
| Giove LXX     | S/2017 J 9  | 3                   | 4,5×1013   | 21 429 955             | 1,7547 anni      | 152,661          | 0,2288       | 2017     | Sheppard et al.                 | Gruppo di Ananke  |
| Giove XII     | Ananke      | 28                  | 3×1016     | 21 454 952             | 1,6797 anni      | 151,564          | 0,3445       | 1951     | Nicholson                       | Gruppo di Ananke  |
| S/2021 J 3    | S/2021 J 3  | 2                   | 1,5×1013   | 21 553 000             | 1,7610 anni      | 150,1            | 0,356        | 2021     | Sheppard et al.                 | Gruppo di Ananke  |
| Giove L       | Erse        | 2                   | 1,5×1013   | 22 134 306             | 1,8419 anni      | 162,490          | 0,2379       | 2003     | Gladman et al.                  | Gruppo di Carme   |
| S/2016 J 3    | S/2016 J 3  | 2                   |            | 22 273 539             | 1,851 anni       | 164,1            | 0,236        | 2016     | Sheppard et al.                 | Gruppo di Carme   |
| Giove XXXI    | Etna        | 3                   | 4,5×1013   | 22 285 161             | 1,8608 anni      | 165,562          | 0,3927       | 2002     | Sheppard et al.                 | Gruppo di Carme   |
| Giove LXVII   | S/2017 J 6  | 2                   | 1,5×1013   | 22 394 682             | 1,8745 anni      | 155,185          | 0,5569       | 2017     | Sheppard et al.                 | Gruppo di Pasifae |
| S/2011 J 1    | S/2011 J 1  | 2                   | 1,5×1013   | 22 401 800             | 1,8766 anni      | 163,341          | 0,2328       | 2011     | Sheppard et al.                 | Gruppo di Carme   |
| Giove XXXVII  | Cale        | 2                   | 1,5×1013   | 22 409 207             | 1,8763 anni      | 165,378          | 0,2011       | 2001     | Sheppard et al.                 | Gruppo di Carme   |
| Giove XX      | Taigete     | 5                   | 1,6×1014   | 22 438 648             | 1,8800 anni      | 164,890          | 0,3678       | 2001     | Sheppard et al.                 | Gruppo di Carme   |
| S/2003 J 19   | S/2003 J 19 | 2                   | 1,5×1013   | 22 709 061             | 1,9141 anni      | 164,727          | 0,1961       | 2003     | Gladman et al.                  | Gruppo di Carme   |
| Giove XXI     | Caldene     | 4                   | 7,5×1013   | 22 713 444             | 1,9147 anni      | 167,070          | 0,2916       | 2001     | Sheppard et al.                 | Gruppo di Carme   |
| Giove LVIII   | Filofrosine | 2                   | 1,5×1013   | 22 720 999             | 1,9156 anni      | 141,812          | 0,0932       | 2003     | Sheppard et al.                 | Gruppo di Pasifae |
| S/2003 J 10   | S/2003 J 10 | 2                   | 1,5×1013   | 22 730 813             | 1,9168 anni      | 163,813          | 0,3438       | 2003     | Sheppard et al.                 | Gruppo di Carme   |
| S/2018 J 3    | S/2018 J 3  | 1                   |            | 22 888 000             | 1,9312 anni      | 164,9            | 0,273        | 2018     | Sheppard et al.                 | Gruppo di Carme   |
| S/2021 J 5    | S/2021 J 5  | 1                   |            | 22 893 100             | 1,9312 anni      | 163,2            | 0,200        | 2021     | Sheppard et al.                 | Gruppo di Carme   |
| Giove XXV     | Erinome     | 3                   | 4,5×1013   | 22 986 266             | 1,9493 anni      | 163,737          | 0,2552       | 2001     | Sheppard et al.                 | Gruppo di Carme   |
| S/2021 J 4    | S/2021 J 4  | 1                   |            | 22 946 680             | 1,9460 anni      | 164,546          | 0,1585       | 2021     | Sheppard et al.                 | Gruppo di Carme   |
| Giove XLIV    | Callicore   | 2                   | 1,5×1013   | 23 111 823             | 1,9652 anni      | 164,605          | 0,2041       | 2003     | Sheppard et al.                 | Gruppo di Carme   |
| S/2003 J 24   | S/2003 J 24 | 2                   |            | 23 150 000             | 1,9613 anni      | 162,1            | 0,255        | 2003     | Sheppard et al.                 | Gruppo di Carme   |
| Giove LXVI    | S/2017 J 5  | 2                   | 1,5×1013   | 23 169 389             | 1,9726 anni      | 164,331          | 0,2842       | 2017     | Sheppard et al.                 | Gruppo di Carme   |
| Giove LXIX    | S/2017 J 8  | 1                   | 1,5×1013   | 23 174 446             | 1,9733 anni      | 164,782          | 0,3118       | 2017     | Sheppard et al.                 | Gruppo di Pasifae |
| Giove XXIII   | Calice      | 5                   | 1,9×1014   | 23 180 773             | 1,9740 anni      | 165,505          | 0,2139       | 2001     | Sheppard et al.                 | Gruppo di Carme   |
| Giove XI      | Carme       | 46                  | 1,3×1017   | 23 197 992             | 2,0452 anni      | 165,047          | 0,2342       | 1938     | Nicholson                       | Gruppo di Carme   |
| Giove XLI     | Aede        | 4                   | 9×1013     | 23 981 000             | 2,0863 anni      | 158,3            | 0,432        | 2003     | Sheppard et al.                 | Gruppo di Pasifae |
| Giove XVII    | Calliroe    | 9                   | 8,7×1014   | 24 214 986             | 2,1261 anni      | 139,849          | 0,2582       | 2000     | Gladman et al.                  | Gruppo di Pasifae |
| Giove XXXII   | Euridome    | 3                   | 4,5×1013   | 23 230 858             | 1,9804 anni      | 149,324          | 0,3769       | 2002     | Sheppard et al.                 | Gruppo di Pasifae |
| Giove LXIII   | S/2017 J 2  | 2                   | 1,5×1013   | 23 240 957             | 1,9817 anni      | 166,98           | 0,2360       | 2017     | Sheppard et al.                 | Gruppo di Carme   |
| Giove XXXVIII | Pasitea     | 2                   | 1,5×1013   | 23 307 318             | 1,9902 anni      | 165,759          | 0,3288       | 2002     | Sheppard et al.                 | Gruppo di Carme   |
| Giove LI      | S/2010 J 1  | 2                   | 1,5×1013   | 23 314 335             | 1,9831 anni      | 163,2            | 0,320        | 2010     | Jacobson et al.                 | Gruppo di Carme   |
| Giove LVI     | S/2011 J 2  | 1                   | 1,5×1012   | 23 329 710             | 1,9851 anni\|    | 151,85           | 0,3867       | 2011     | Sheppard et al.                 | Gruppo di Pasifae |
| Giove XLVIII  | Cillene     | 2                   | 1,5×1013   | 23 396 269             | 2,0016 anni      | 140,148          | 0,4115       | 2003     | Sheppard et al.                 | Gruppo di Pasifae |
| Giove XLVII   | Eucelade    | 4                   | 9×1013     | 23 480 694             | 2,0129 anni      | 163,996          | 0,2828       | 2003     | Sheppard et al.                 | Gruppo di Carme   |
| Giove LIX     | S/2017 J 1  | 2                   | 1,5×1013   | 23 483 978             | 2,0100 anni      | 149,197          | 0,3969       | 2017     | Sheppard et al.                 | Gruppo di Pasifae |
| S/2021 J 6    | S/2021 J 6  | 1                   |            | 23 490 000             | 2,0112 anni      | 166,5            | 0,363        | 2021     | Sheppard et al.                 | Gruppo di Carme   |
| S/2003 J 23   | S/2003 J 23 | 2                   | 1,5×1013   | 23 563 000             | 2,0066 anni      | 146,314          | 0,2714       | 2004     | Sheppard et al.                 | Gruppo di Pasifae |
| S/2003 J 4    | S/2003 J 4  | 2                   | 1,5×1013   | 23 570 790             | 2,0241 anni      | 149,4            | 0,497        | 2003     | Sheppard et al.                 | Gruppo di Pasifae |
| Giove VIII    | Pasifae     | 60                  | 3×1017     | 23 609 042             | 2,0919 anni      | 141,803          | 0,3743       | 1908     | Gladman et al.                  | Gruppo di Pasifae |
| Giove XXXIX   | Egemone     | 3                   | 4,5×1013   | 23 702 511             | 2,0411 anni      | 152,506          | 0,4077       | 2003     | Sheppard et al.                 | Gruppo di Pasifae |
| Giove XLIII   | Arche       | 3                   | 4,5×1013   | 23 717 051             | 2,0429 anni      | 164,587          | 0,1492       | 2002     | Sheppard et al.                 | Gruppo di Carme   |
| S/2016 J 4    | S/2016 J 4  | 1                   |            | 23 728 000             | 2,0128 anni      | 146,3            | 0,199        | 2016     | Sheppard et al.                 | Gruppo di Pasifae |
| Giove XXVI    | Isonoe      | 4                   | 7,5×1013   | 23 800 647             | 2,0579 anni      | 165,127          | 0,1775       | 2001     | Sheppard et al.                 | Gruppo di Carme   |
| S/2003 J 9    | S/2003 J 9  | 1                   | 1,5×1012   | 23 857 808             | 2,0612 anni      | 164,980          | 0,2761       | 2003     | Sheppard et al.                 | Gruppo di Carme   |
| Giove LVII    | Eirene      | 4                   | 9×1013     | 23 973 926             | 2,0762 anni      | 165,549          | 0,3070       | 2003     | Sheppard et al.                 | Gruppo di Carme   |
| Giove IX      | Sinope      | 38                  | 7,5×1016   | 24 057 865             | 2,1075 anni      | 153,778          | 0,2750       | 1914     | Nicholson                       | Gruppo di Pasifae |
| Giove XXXVI   | Sponde      | 2                   | 1,5×1013   | 24 252 627             | 2,1125 anni      | 154,372          | 0,4431       | 2002     | Sheppard et al.                 | Gruppo di Pasifae |
| Giove XXVIII  | Autonoe     | 4                   | 9×1013     | 24 264 445             | 2,1141 anni      | 151,058          | 0,3690       | 2002     | Sheppard et al.                 | Gruppo di Pasifae |
| Giove XLIX    | Core        | 2                   | 1,5×1013   | 23 345 093             | 1,9814 anni      | 137,371          | 0,1951       | 2003     | Sheppard et al.                 | Gruppo di Pasifae |
| Giove XIX     | Megaclite   | 5                   | 2,1×1014   | 24 687 230             | 2,1696 anni      | 150,398          | 0,3077       | 2000     | Sheppard et al.                 | Gruppo di Pasifae |

## Cattura temporanea di satelliti
Variazioni nella popolazione dei satelliti di Giove possono derivare dalla cattura temporanea di diversi corpi minori del sistema solare, che l'attrazione dalla grande massa del pianeta trasferisce su orbite zenocentriche; l'aggettivo temporanea può essere inteso sia su una scala temporale "astronomica", quindi dell'ordine del milione di anni o più, sia su scale temporali "umane", da alcuni mesi sino a qualche decennio.
In particolare, è stata individuata una classe di comete di corto periodo, indicate come comete quasi-Hilda o QHC, che attraversano periodicamente il sistema di Giove. In genere queste comete percorrono alcune rivoluzioni attorno al pianeta, permanendo in orbita attorno a Giove anche per una decina d'anni con orbite instabili poiché altamente ellittiche e perturbabili dalla gravità solare. Mentre alcune di esse recuperano infine un'orbita eliocentrica, altre precipitano sul pianeta o, più raramente, sui suoi satelliti. Tra i satelliti temporanei, noti anche come TSC (dall'inglese Temporary Satellite Capture), catturati nell'ultimo secolo si annoverano le comete 39P/Oterma, 82P/Gehrels, 111P/Helin-Roman-Crockett, 147P/Kushida-Muramatsu e P/1996 R2 (Lagerkvist). Apparteneva probabilmente a questa classe anche la famosa D/1993 F2 (Shoemaker-Levy 9), che precipitò sul pianeta nel 1994.

### Titoli generali
- (EN) Albrecht Unsöld, The New Cosmos, New York, Springer-Verlag, 1969.
- H. L. Shipman, L'Universo inquieto. Guida all'osservazione a occhio nudo e con il telescopio. Introduzione all'astronomia, Bologna, Zanichelli, 1984, ISBN 88-08-03170-5.
- (EN) Stephen Hawking, A Brief History of Time, Bantam Books, 1988, ISBN 0-553-17521-1.
- H. Reeves, L'evoluzione cosmica, Milano, Rizzoli–BUR, 2000, ISBN 88-17-25907-1.
- AA.VV, L'Universo - Grande enciclopedia dell'astronomia, Novara, De Agostini, 2002.

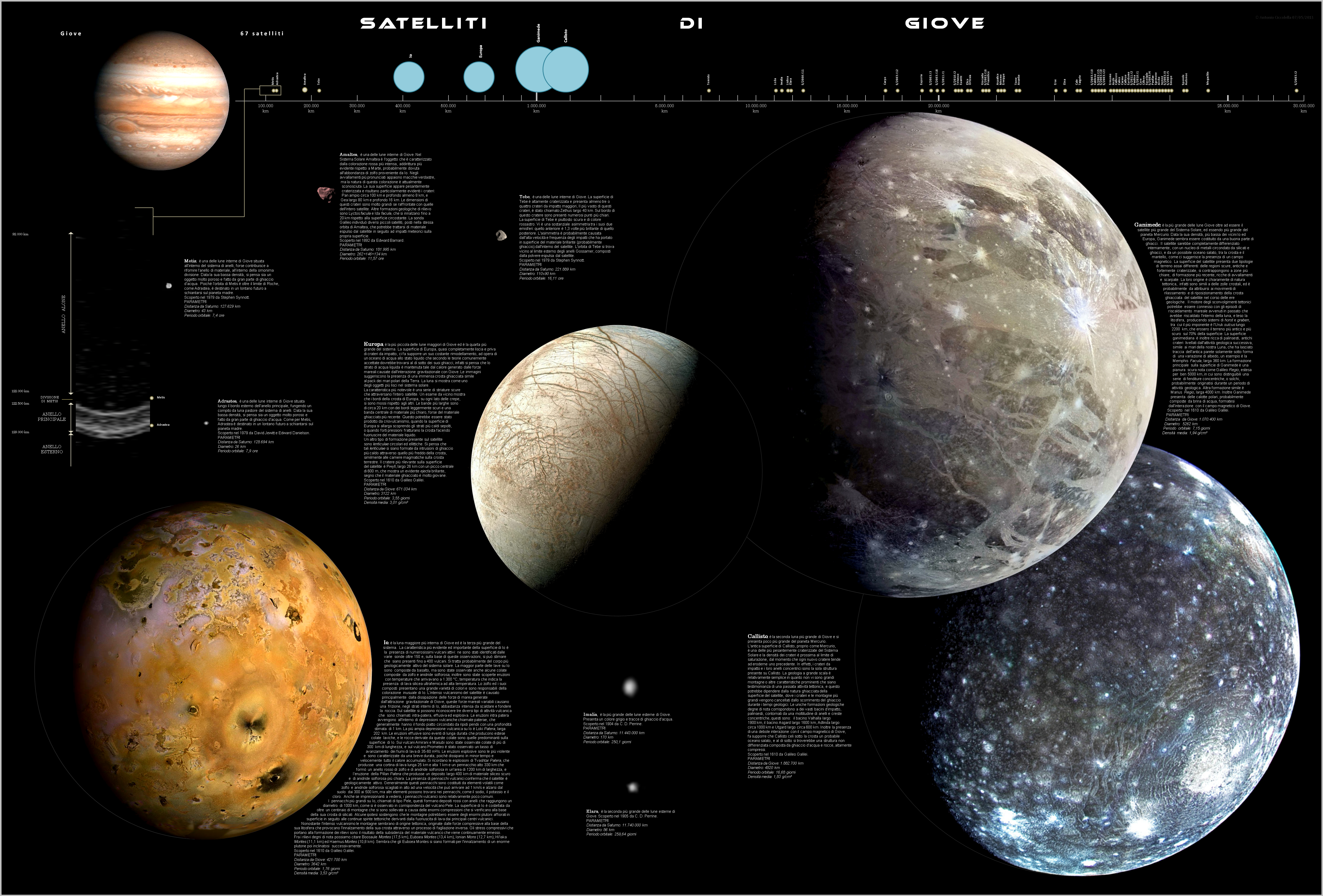
Immagine riassuntiva del sistema di Giove, comprendente anche anelli e satelliti

- J. Gribbin, Enciclopedia di astronomia e cosmologia, Milano, Garzanti, 2005, ISBN 88-11-50517-8.
- W. Owen et al., Atlante illustrato dell'Universo, Milano, Il Viaggiatore, 2006, ISBN 88-365-3679-4.
- M. Rees, Universo. Dal big bang alla nascita dei pianeti. Dal sistema solare alle galassie più remote, Milano, Mondadori Electa, 2006,  p. 512.

### Titoli specifici

#### Sul sistema solare
- M. Hack, Alla scoperta del sistema solare, Milano, Mondadori Electa, 2003,  p. 264.
- F. Biafore, In viaggio nel sistema solare. Un percorso nello spazio e nel tempo alla luce delle ultime scoperte, Gruppo B, 2008,  p. 146.
- (EN) Vari, Encyclopedia of the Solar System, Gruppo B, 2006,  p. 412, ISBN 0-12-088589-1.

#### Sul pianeta
- (EN) Bertrand M. Peek, The Planet Jupiter: The Observer's Handbook, Londra, Faber and Faber Limited, 1981, ISBN 0-571-18026-4, , OCLC 8318939.
- (EN) Eric Burgess, By Jupiter: Odysseys to a Giant, New York, Columbia University Press, 1982, ISBN 0-231-05176-X.
- (EN) John H. Rogers, The Giant Planet Jupiter, Cambridge, Cambridge University Press, 1995, ISBN 0-521-41008-8, , OCLC 219591510.
- (EN) Reta Beebe, Jupiter: The Giant Planet, 2ª ed., Washington, Smithsonian Institute Press, 1996, ISBN 1-56098-685-9.
- (EN) AA.VV., The New Solar System, a cura di Kelly J. Beatty; Carolyn Collins Peterson; Andrew Chaiki, 4ª ed., Massachusetts, Sky Publishing Corporation, 1999, ISBN 0-933346-86-7, , OCLC 39464951.
- (EN) D. C. Jewitt; S. Sheppard ; C. Porco, F. Bagenal; T. Dowling; W. McKinnon, Jupiter: The Planet, Satellites and Magnetosphere (PDF), Cambridge, Cambridge University Press, 2004, ISBN 0-521-81808-7. URL consultato il 3 maggio 2009 (archiviato dall'url originale il 14 giugno 2007).
- (EN) Linda T. Elkins-Tanton, Jupiter and Saturn, New York, Chelsea House, 2006, ISBN 0-8160-5196-8.

### Sui satelliti
- (EN) G. G. Schaber, Satellites of Jupiter, University of Arizona Press, 1982, ISBN 0-8165-0762-7.